# Michele Cortelazzo
Michele Cortelazzo (Padova, 30 agosto 1952) è un linguista italiano.

## Biografia
Figlio del linguista Manlio Cortelazzo, Michele Cortelazzo si è laureato a Padova con Gianfranco Folena nel 1974, iniziando la sua carriera scientifica in Germania, all'Università della Saarland, alla scuola di Max Pfister. È stato poi ricercatore all'Università degli studi di Padova, professore associato all'Università degli studi di Trieste e poi di Padova, dove è stato infine professore ordinario di Linguistica italiana. Ora è professore emerito. Ha insegnato anche all'Università di Innsbruck, all'Università di Venezia, all'Università di Ferrara, all'Università di Fiume.
La sua attività di ricerca è concentrata sull'italiano contemporaneo e in particolare sulle lingue speciali: linguaggio politico (dai comizi di Mussolini ai discorsi di fine anno dei presidenti della repubblica), quello amministrativo e giuridico. Negli ultimi anni ha fatto parte del gruppo di lavoro interregionale, istituito dalla Conferenza dei Presidenti dei Consigli regionali, che ha lavorato alla semplificazione del linguaggio burocratico: in questo ambito ha curato (con Federica Pellegrino) la Guida alla scrittura istituzionale (Roma, Laterza, 2003), il manuale Il comune scrive chiaro: come semplificare le comunicazioni al cittadino: con 24 esempi di testi rielaborati e le istruzioni per scrivere con stile (Santarcangelo di Romagna, Maggioli, 2005), e, col provocatorio sottotitolo Omaggio al Ministro dell'Interno (con Chiara Di Benedetto e Matteo Viale),  le Istruzioni per le operazioni degli uffici elettorali di sezione" tradotte in italiano (Padova, Cleup, 2008). Il libro nasce dalla sua esperienza di venticinque anni come presidente di seggio, che lo ha visto coinvolto in numerosi episodi: nel 2004, durante le elezioni comunali a Padova, segnalò un errore nelle schede, poi fatte ristampare dalla Prefettura; in quelle stesse elezioni fu accusato (con altri presidenti di seggio) di irregolarità formali nella stesura del verbale, accuse poi cadute in seguito ad archiviazione da parte del Presidente della Corte d'Appello di Venezia. 
È stato preside della Facoltà di Lettere e filosofia dell'Università degli studi di Padova, direttore del dipartimento di Studi linguistici e letterari, direttore della Scuola Galileiana di Studi Superiori dell'Università di Padova. È accademico ordinario dell'Accademia della Crusca. Gestisce un proprio blog su internet.

## Opere principali
- La formazione della retorica mussoliniana tra il 1901 e il 1914, Padova, Liviana, 1977
- La diffusione del Manifesto in Italia alla fine dell'Ottocento e la traduzione di Labriola, Modena, Mucchi, 1981
- Lingue speciali: la dimensione verticale, Padova, Unipress, 1990
- DIC: Dizionario dell'italiano contemporaneo, Brescia, La scuola, 1998
- Italiano d'oggi, Padova, Esedra, 2000
- Messaggi dal Colle. I discorsi di fine anno dei presidenti della Repubblica, Venezia, Marsilio, 2007
- I sentieri della lingua, Padova, Esedra, 2012
- Il linguaggio della politica, Roma, Editoriale L'Espresso, 2016
- Il linguaggio amministrativo. Problemi e pratiche di modernizzazione, Roma, Carocci, 2021.
- La lingua della neopolitica. Come parlano i leader, Roma, Treccani, 2024.